# Ligue des champions de l'UEFA
Cet article concerne la Ligue des champions masculine. Pour la compétition féminine, voir Ligue des champions féminine de l'UEFA.
La Ligue des champions de l'UEFA (UEFA Champions League), parfois abrégée en C1 et anciennement dénommée Coupe des clubs champions européens (de sa création en 1955 jusqu'en 1992), est une compétition annuelle de football organisée par l'Union des associations européennes de football (UEFA) et regroupant les meilleurs clubs du continent européen. C'est la compétition interclubs de football la plus prestigieuse d'Europe devant la Ligue Europa.
Le vainqueur de la compétition est automatiquement qualifié pour l'édition suivante. Il participe également à la Supercoupe de l'UEFA ainsi qu'à la Coupe intercontinentale de la FIFA et la Coupe du monde des clubs de la FIFA.
Le Real Madrid est le club le plus titré dans l'histoire de la compétition avec quinze victoires.

## Histoire

### Création de la compétition
L'idée d'une coupe d'Europe interclubs est née dans l'esprit de journalistes parisiens ; les chocs Wolverhampton Wanderers – Honvéd Budapest puis Wolverhampton Wanderers – Spartak Moscou de décembre 1954 achèvent de les convaincre. En effet, après les victoires des Wolves, le Daily Mail proclame le club « champion du monde des clubs ». Gabriel Hanot réplique dans L'Équipe en lançant un appel à la fondation d'une coupe d'Europe : une série d'articles du quotidien sportif parisien explique des semaines durant les avantages d'une telle épreuve, et les premières réactions sont plutôt positives. Dès le 16 décembre 1954, Jacques de Ryswick signe un article présentant le « projet de coupe d'Europe interclubs ». Devant les réactions positives de l'Europe entière, L'Équipe rédige le 25 janvier 1955 un avant-projet de règlement signé par Jacques Ferran. Le 3 février 1955, le quotidien publie la liste des clubs invités à disputer la première édition de l'épreuve, et durant le mois de février, les clubs confirment leur participation. Le 26 février 1955, la FIFA contacte L'Équipe pour lui confirmer que ses statuts n'empêchent pas l'organisation d'une telle compétition : « L'organisation d'un pareil tournoi n'est pas subordonnée à l'autorisation préalable de la FIFA, dont les statuts (art. 38) ne visent que les compétitions entre équipes représentatives nationales ». L'UEFA vient à peine d'émerger des limbes, et ses statuts sont quasi vierges. Le 1er mars, le comité exécutif de l'UEFA se déclare inapte à assurer correctement l'organisation d'une telle épreuve et laisse à chaque fédération le libre choix d'accepter ou pas de prendre part à cette épreuve. On se retrousse alors les manches à L'Équipe en s'occupant d'aller démarcher les fédérations. La FFF se laisse finalement convaincre malgré la délicate question de surcharge du calendrier. Chaque fédération doit désigner son représentant et la plupart d'entre elles ne désignent pas le champion en titre mais font un choix par popularité du club à condition que celui-ci ait déjà remporté le championnat national au moins une fois,. Les 2 et 3 avril, L'Équipe réunit les dirigeants des clubs participants à Paris pour définir les dates de la compétition et leur faire approuver le règlement.
Revirement de situation le 8 mai, alors que tout est bouclé avec seize clubs partants (la désignation arbitraire des huitièmes de finale a même déjà eu lieu). La FIFA sent le danger de laisser à des intervenants extérieurs la prise en main de compétitions et pousse finalement l'UEFA à prendre en charge l'organisation de l'épreuve. La FIFA interdit même l'utilisation du mot « Europe » dans le nom de l'épreuve désirant réserver ce terme aux compétitions entre équipes nationales. L'UEFA et la FIFA font le maximum pour décider les Anglais à participer mais la FA reste inflexible. Le Chelsea FC est pourtant partant; mais son forfait est rendu officiel le 26 juillet 1955.

### La Coupe des clubs champions européens (1955-1992)
La Coupe des clubs champions européens (CCC) connaît un immense succès dès sa première édition (mais elle porte un coup fatal aux matchs amicaux de prestige qui agrémentaient jadis les milieux de semaine). Elle se joue alors en matchs aller-retour à l'exception de la finale.
Après deux éditions de cette compétition, la Coupe latine qui voyait s'affronter les champions d'Espagne, d'Italie, de France et du Portugal prit beaucoup moins d'importance et fut finalement dissoute. En 1960, l'UEFA et la CONMEBOL créent la Coupe intercontinentale qui voit s'opposer le vainqueur de la Coupe des clubs champions européens face à celui de la Copa Libertadores et où le gagnant se voit considérer comme le « meilleur club du monde ».
Avec la mise en place de la Coupe d'Europe des vainqueurs de coupe de football en 1960 puis de la Coupe UEFA en 1971, elle est alors parfois abrégée en C1, en référence au classement des trois compétitions européennes qui se déroulent à cette époque.

#### La première édition (1955-1956)

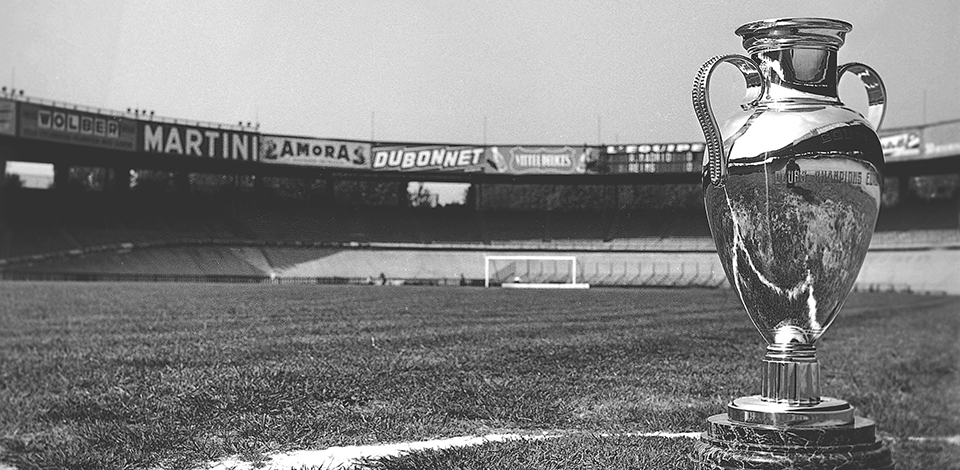
Sur la pelouse du Parc des Princes, lors de la finale de la première Coupe d'Europe des Clubs Champions.

La première édition de la Coupe d'Europe des clubs champions européens voit s'opposer seize grands clubs du continent et parmi eux sept étaient les champions en titre de leur propre pays. Le premier match se tient le 4 septembre 1955, à Lisbonne devant 30 000 spectateurs : le Sporting Portugal et les Yougoslaves du Partizan Belgrade y font match nul 3-3, João Baptista Martins inscrit le premier but de la compétition à la 14e minute. À la suite de la faible affluence des supporteurs du Stade de Reims lors du match face aux Danois du AGF Aarhus en huitième de finale (6 500 spectateurs), le président du club champenois décide de jouer les matchs suivants au Parc des Princes. Un choix payant puisque plus de 35 000 personnes assistent aux victoires de Reims lors des matchs allers du quart et de la demi-finale. Le Stade de Reims, emmené par son milieu offensif Raymond Kopa, accède à la finale le 18 avril 1956 en éliminant le Hibernian FC (score cumulé : 3-0). Le Real Madrid s'impose en demi-finale contre l'AC Milan du redoutable Gunnar Nordahl malgré une défaite 2-1 au stade San Siro (score cumulé : 5-4). La finale se déroule sur un match unique à Paris le 13 juin 1956 ; mené 2-0 puis 3-2 par le Stade de Reims, le Real Madrid finit par s'imposer 4-3 à la suite d'une égalisation de Marquitos et un dernier but d'Héctor Rial.
Le spectacle est donc bien au rendez-vous et les clubs participants engrangent de larges bénéfices, Jacques Ferran indique dans son journal : « si Reims parvenait en finale, son bénéfice serait de 20 millions ». La Coupe d'Europe des clubs champions augmente aussi les ventes du journal L'Équipe par rapport à l'année précédente de 7,5 % en décembre 1955, de 30,05 % en avril 1956 pour la demi-finale de Reims et de 12,5 % lors de la semaine de la finale.

#### Le règne sans partage du Real Madrid (1956-1960)
À la suite du succès de la première édition, l'UEFA décide de s'investir davantage dans la compétition et exige que chaque fédération envoie son champion. Le Real Madrid, bien que n'étant pas le champion d'Espagne, a quand même pu participer en tant que tenant du titre. Cinq nouvelles nations se joignent à la compétition, y compris les Anglais avec Manchester United. Avec 22 équipes partantes, un tour préliminaire est mis en place et un tirage au sort désigne les 12 clubs qui y participent, les autres clubs rejoignent le Real Madrid en huitièmes de finale.
La finale oppose le Real Madrid aux Italiens de l'ACF Fiorentina, le 30 mai 1957, au stade Santiago-Bernabéu devant plus de 120 000 personnes. Les Madrilènes s'imposent 2-0 après un penalty inscrit par Alfredo Di Stéfano et une réalisation de Francisco Gento. Le trophée est remis au capitaine Miguel Muñoz par le général Franco.
Le Real Madrid remporte également les trois éditions suivantes : en 1958 contre l'AC Milan, en 1959 de nouveau contre le Stade de Reims et en 1960 contre l'Eintracht Francfort, au terme d'une finale prolifique (7 buts à 3) dans laquelle Ferenc Puskás signe un quadruplé et Alfredo Di Stéfano un triplé.

#### Les Latins au pouvoir (1960-1966)
La domination du Real Madrid prend fin en 1961 : cette année-là, le Benfica Lisbonne joue sa première finale contre le FC Barcelone au Stade du Wankdorf en Suisse. Emmené par son capitaine et avant-centre José Águas (qui finira meilleur réalisateur de la compétition avec 11 buts) et par son meneur de jeu Mário Coluna, les Portugais s'imposent 3 buts à 2.
La saison suivante, le Benfica Lisbonne joue sa deuxième finale contre l'ogre de la compétition, le Real Madrid et ses stars Ferenc Puskás, Alfredo Di Stéfano et Francisco Gento. Cette finale qui a lieu au Stade olympique d'Amsterdam permet l'éclosion d'un tout jeune joueur qui inscrit un doublé, Eusébio, et voit le Benfica Lisbonne s'imposer sur le score de 5 buts à 3. En 1963, le Benfica Lisbonne atteint sa troisième finale consécutive. Malgré un but d'Eusébio, les Portugais s'inclineront 2 buts à 1 face à l'AC Milan. Puis en 1964, c'est l'autre club de Milan, l'Inter Milan, qui bat le Real Madrid 3 buts à 1 et remporte le trophée. En 1965, le Benfica Lisbonne joue sa quatrième finale en cinq éditions contre l'Inter Milan qui remporte la finale pour la deuxième fois de suite sur le score de 1 but à 0. Enfin, en 1966, le Real Madrid revient au premier plan et remporte sa sixième C1 (et également la sixième pour Francisco Gento, un record) face au surprenant Partizan Belgrade (2-1).

#### Le réveil britannique (1966-1969)
La première équipe non latine à remporter le trophée est le Celtic FC, en 1967. Les Écossais battent en finale l'Inter Milan 2 buts à 1 avec une équipe composée exclusivement de joueurs nés à moins de 50Km de leur stade, le Celtic Park. Les Anglais de Manchester United leur succèdent l'année suivante en disposant également en finale d'un ancien double vainqueur de la décennie, le Benfica Lisbonne, sur le score de 4 buts à 1 après prolongation. Le deuxième succès de l'AC Milan, en 1969 est un peu le chant du cygne des équipes latines : vainqueurs de douze des quatorze premières éditions, il faudra attendre seize ans avant que l'une d'entre elles (la Juventus) n'inscrive de nouveau son nom au palmarès. Le finaliste malheureux de cette édition, l'Ajax Amsterdam, préfigure la domination néerlandaise à venir...

#### La période néerlandaise (1969-1973)

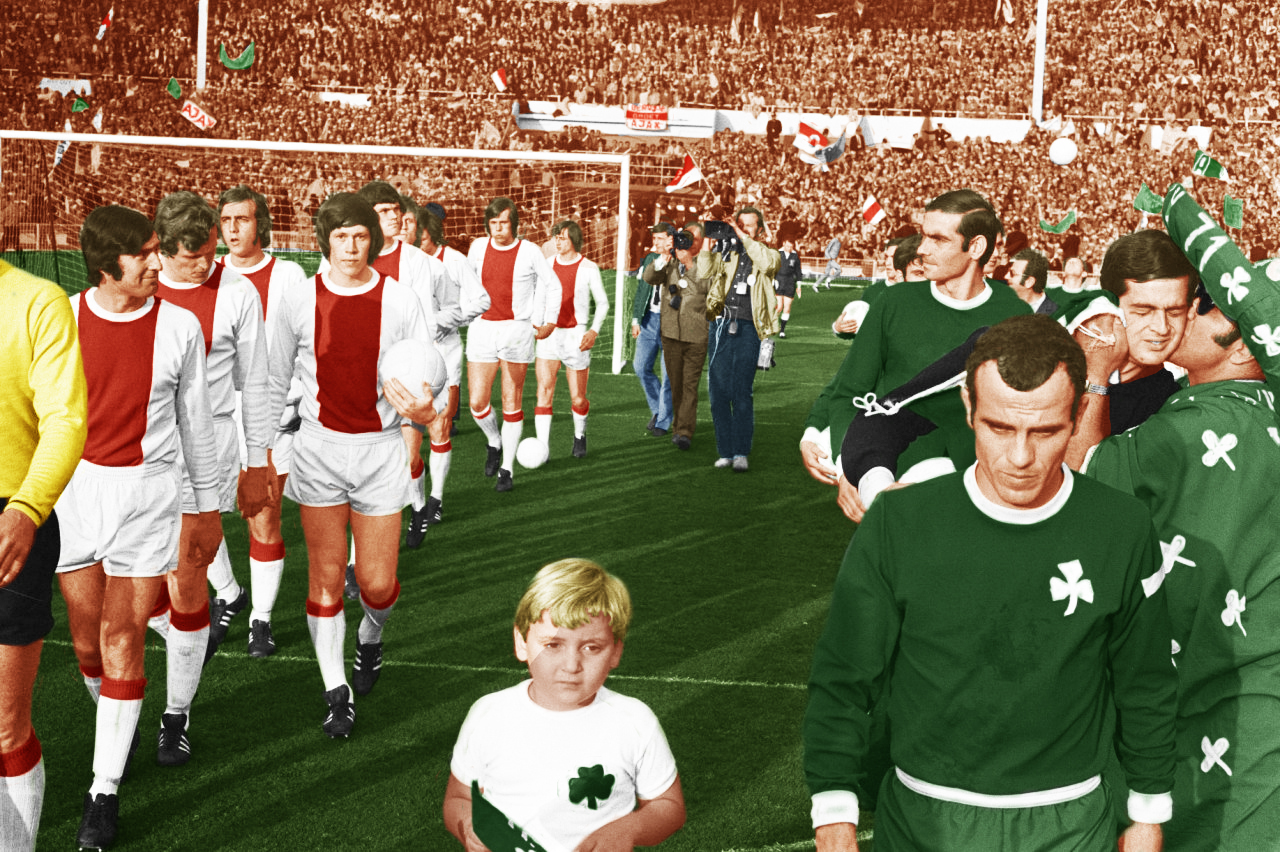
Finale Ajax Amsterdam – Panathinaïkós en 1971.

La victoire du Feyenoord Rotterdam face au Celtic Glasgow en 1970 est suivie d'un triplé de l'Ajax Amsterdam. En 1971, l'équipe entraînée par Rinus Michels — qui prône un « football total » assez révolutionnaire — s'impose contre les surprenants Grecs du Panathinaïkós 2 buts à 0. Le départ de Rinus Michels n'empêchera pas les Amstellodamois de conserver leur trophée l'année suivante, en battant l'Inter Milan grâce à un doublé de Johan Cruyff. Puis en 1973, face à la Juventus, 1 but à 0. Cependant cette domination européenne s'arrête avec le départ ou la fin de carrière de ses joueurs-cadres.

#### Triplé du Bayern Munich (1973-1976)
Le triplé de l'Ajax Amsterdam est suivi d'un autre triplé, celui du Bayern Munich de Franz Beckenbauer, Gerd Müller et Sepp Maier, qui forme alors l'ossature de l'équipe nationale de RFA, championne d'Europe en 1972 et du monde en 1974.
Le premier sacre des Bavarois en 1974 a d'ailleurs failli ne pas avoir lieu, le Bayern n'égalisant qu'à l'ultime minute de la prolongation lors de la finale contre l'Atlético de Madrid. La règle des tirs au but n'étant pas encore instaurée, la finale est rejouée le surlendemain (ce sera le seul cas dans l'histoire de la compétition) et le Bayern Munich s'impose largement 4 buts à 0. Il s'impose de nouveau en 1975 contre Leeds United. Les exactions des supporteurs anglais lors de cette finale au Parc des Princes vaudront trois ans de suspension européenne au club anglais. Les Allemands conserveront une nouvelle fois leur trophée en 1976, en battant l'AS Saint-Étienne 1 but à 0.

#### La domination anglaise (1976-1985)
Déjà vainqueur l'année précédente de la coupe UEFA, le Liverpool FC bat en finale en 1977 les Allemands du Borussia Mönchengladbach sur le score de 3 buts à 1. Les Reds conservent leur trophée en 1978 face aux Belges du FC Bruges mais, contrairement à ses deux prédécesseurs, ne réussissent pas la passe de trois : ils sont éliminés dès le premier tour de l'édition 1978-1979 par un autre club anglais, Nottingham Forest. Promu de D2 l'année précédente, le surprenant champion anglais va jusqu'au bout et est sacré face à Malmö FF (1-0). Les hommes de Brian Clough conservent également leur titre européen en 1980 face au Hambourg SV. Le club entre ainsi dans l'histoire comme étant le seul à avoir été plus de fois champion d'Europe que champion national. En 1981, le Liverpool FC récupère son bien en disposant du Real Madrid en finale. Puis c'est une autre équipe anglaise, Aston Villa, qui lui succède l'année suivante en battant le Bayern Munich. La série de six victoires consécutives des clubs anglais (un record) est brièvement interrompue par le sacre du Hambourg SV en 1983 aux dépens de la Juventus. Cependant, c'est le Liverpool FC qui s'impose de nouveau en 1984 contre l'AS Rome, qui devient à l'occasion le premier club à être battu en finale sur son terrain. Cette finale est également la première qui se joue aux tirs au but et la série est marquée par la performance du gardien des Reds, Bruce Grobbelaar.
Le Liverpool FC est de nouveau finaliste l'année suivante face à la Juventus, mais la domination anglaise est stoppée nette par le drame du Heysel où 39 spectateurs, la plupart italiens, trouvent la mort dans une bousculade avant le coup d'envoi de la finale. La victoire de la Juventus (1 but à 0 sur un penalty de Michel Platini) passe presque inaperçue : la remise de la coupe se faisant rapidement dans les vestiaires, sans cérémonial. À la suite de ce qui est le paroxysme des débordements des supporteurs anglais lors de leurs déplacements sur le continent, l'UEFA exclut tous les clubs anglais des coupes européennes pour cinq ans, et le Liverpool FC pour une durée indéterminée.

#### L'après-Heysel (1985-1992)
Aucun pays ne profitera durablement du bannissement des clubs anglais. Les vainqueurs des trois éditions suivantes sont inédits : en 1986, le Steaua Bucarest devient le premier club de l'Est à l'emporter en battant à la surprise générale le FC Barcelone aux tirs au but (lors d'une séance où le gardien roumain Helmut Duckadam repousse les quatre tentatives catalanes) ; lui succède le FC Porto en 1987 et le PSV Eindhoven en 1988. Un seul ancien vainqueur s'imposera durant cette période, emmené par son trio néerlandais Ruud Gullit - Marco van Basten - Frank Rijkaard, l'AC Milan d'Arrigo Sacchi signe un doublé en 1989 et 1990. Le dernier vainqueur de la formule par élimination directe sera lui aussi inédit : l'Étoile rouge de Belgrade remporte la coupe en 1991 en battant l'Olympique de Marseille aux tirs au but.
L'année suivante est une édition de transition : la coupe change de format et voit l'introduction d'une phase de poules après les huitièmes de finale (deux poules de quatre équipes pour les huit équipes restantes, en lieu et place des quarts de finale et demi-finales, les vainqueurs de poules s'affrontant directement en finale). Cette dernière édition sous l'appellation Coupe des clubs champions européens, voit le premier sacre du FC Barcelone qui s'impose face à l'UC Sampdoria après prolongation (1-0). Cette finale du club génois ouvre une série record de sept finales consécutives d'un représentant italien (pour deux victoires seulement).

### La Ligue des champions (depuis 1992)
En 1992, la coupe est rebaptisée « Ligue des champions ». Depuis lors son format a régulièrement évolué : la phase de groupes à huit équipes, apparue un an plus tôt, fut élargie à seize équipes en 1994 (la « phase de groupes » n'étant désormais précédée que par un ou plusieurs tours préliminaires), puis vingt-quatre équipes en 1997 et enfin trente-deux en 1999. Cette phase de groupes à trente-deux qualifiait les deux premières équipes pour une seconde phase également disputée en groupes par les seize équipes restantes. Depuis 1994 les quarts de finale suivaient alors cette ou ces phases de groupes. En 2003, les huitièmes de finale ont fait leur retour en remplacement de la seconde phase de groupes, permettant ainsi un allègement du calendrier pour les équipes (13 matchs au total au lieu de 17 pour les finalistes, hors éventuels tours de qualification).
Historiquement, la compétition prenait le format d'une coupe où seuls les champions et le tenant du titre participaient. Cependant, depuis 1997, les vice-champions nationaux des meilleurs pays peuvent y participer, suivis des troisièmes et quatrièmes depuis 1999.
Puis l'arrêt Bosman changera la donne, puisque depuis (hormis lors de l'édition 2003-2004), aucune équipe ne faisant pas partie des cinq grands championnats européens (Allemagne, Angleterre, Espagne, France et Italie) ne réussira à atteindre la finale.

#### L'Italie monopolise les finales (1992-1997)
La première édition sous ce nouveau nom voit le premier sacre d'un club français, l'Olympique de Marseille, qui bat en finale le 26 mai 1993 l'AC Milan 1-0 sur une tête de Basile Boli juste avant la mi-temps. En 1994, l'AC Milan prend sa revanche et surclasse 4-0 le FC Barcelone de Johan Cruyff, pourtant favori. L'année suivante, alors qu'une phase de poules à 16 équipes est instaurée, l'AC Milan atteint la finale pour la troisième édition consécutive, mais s'incline face à l'Ajax Amsterdam 1-0 (qui remporte le dernier titre d'un club néerlandais en Ligue des champions à ce jour). En 1996, l'Ajax Amsterdam est encore finaliste face à une autre équipe italienne, la Juventus, qui s'impose aux tirs au but et remporte le trophée pour la seconde fois.
En 1997, pour la troisième année consécutive, le tenant du titre se retrouve en finale et s'incline. En effet, cette année-là, le Borussia Dortmund remporte son premier titre en battant la Juventus — pourtant favorite — sur le score de 3 à 1.

#### Le retour du Real Madrid (1997-2003)
En 1997-1998, 24 équipes prennent part à la compétition, les deuxièmes des huit grands championnats étant autorisés à participer pour la première fois. Cette saison-là, la Juventus atteint la finale pour la troisième année consécutive mais s'incline face au Real Madrid sur le score de 1-0. C'est le retour sur le devant de la scène du club madrilène qui remporte son septième trophée, trente-deux ans après son dernier sacre. En 1999, une autre équipe met fin à une longue disette (trente-et-un ans) : en finale, Manchester United — mené au score dès le début du match — inscrit deux buts dans les arrêts de jeu pour renverser le Bayern Munich (2-1). Il s'agit du premier sacre d'un club anglais depuis le drame du Heysel en 1985. Le club d'Alex Ferguson remporte également le championnat et la coupe d'Angleterre, s'offrant un triplé historique.

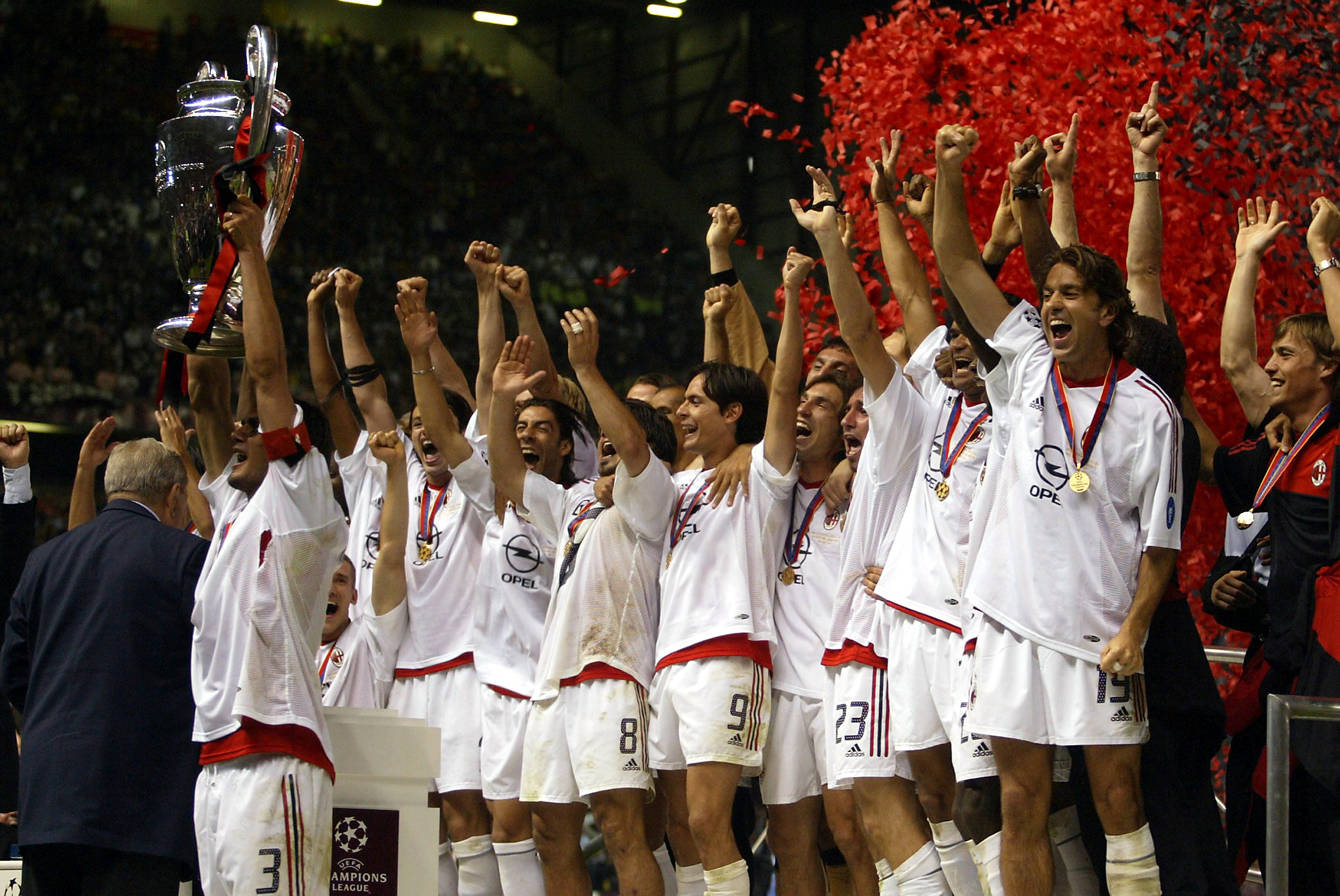
L'AC Milan célèbre sa victoire dans la Ligue des champions 2003.

En 1999-2000, 32 équipes participent à l'épreuve, cette fois les troisièmes et quatrièmes des grands championnats intègrent la compétition qui se présente sous un format à deux phases de groupes. Le Real Madrid confirme son retour au premier plan en gagnant la compétition pour la huitième fois. Emmené par Raúl et Fernando Redondo, il défait le Valence CF sur le score de 3-0 à l'occasion de la première finale entre deux équipes d'un même pays. L'année suivante, le Bayern Munich efface le traumatisme de 1999 en venant à bout du Valence CF (finaliste malheureux pour la seconde fois consécutive) aux tirs au but (1-1 ap, 5-4), grâce notamment à une grande performance de son gardien Oliver Kahn. Puis en 2002, le Real Madrid avec ses « Galactiques » remporte son troisième titre en cinq ans en dominant le Bayer Leverkusen 2 buts à 1.
En 2003, trois clubs italiens sont présents en demi-finale avec le Real Madrid. La finale oppose de nouveau deux clubs d'un même pays avec une affiche entre l'AC Milan et la Juventus. Le match, très fermé, se maintient à 0-0 après la prolongation. Les Milanais l'emportent finalement 3-2 aux tirs au but et glanent leur sixième trophée.

#### La surprise FC Porto et le miracle d'Istanbul (2003-2005)
Lors de l'édition 2003-2004 un nouveau changement de formule s'opère, la deuxième phase de groupes est remplacée par des huitièmes de finale. Ce format plus propice aux surprises et aux incertitudes permet d'assister à l'une des finales les plus surprenantes de cette période, opposant les Portugais du FC Porto aux Français de l'AS Monaco. Au terme d'un match à sens unique, les hommes de José Mourinho surclassent ceux de Didier Deschamps, vite privés de leur meneur de jeu Ludovic Giuly sur blessure, sur le score de 3-0. Les éliminations précoces des vainqueurs des dernières éditions (le Bayern Munich, Manchester United et la Juventus en huitièmes de finale, le Real Madrid et l'AC Milan en quarts de finale) marquent cette édition, notamment celle des « Galactiques » du Real Madrid face à l'AS Monaco (4-2, 1-3). Pour sa cinquantième édition, la compétition se conclut par la plus folle finale de l'épreuve. En effet, le 25 mai 2005 au stade olympique Atatürk, le Liverpool FC remporte le cinquième titre de son histoire face à l'AC Milan au terme d'un incroyable renversement de situation. Menés 3-0 à la mi-temps, les Reds inscrivent trois buts en six minutes avant l'heure de jeu, avant de résister aux nombreux assauts milanais pendant soixante minutes et de triompher aux tirs au but par 3 buts à 2.

#### Une domination espagnole (2005-2018)
Dans les douze années qui suivent, deux clubs se démarquent du reste : le FC Barcelone qui parvient à se qualifier pour les demi-finales à huit reprises et remporte quatre fois le trophée et le Real Madrid qui se qualifie pour les demi-finales huit fois consécutivement (un record) et remporte également quatre fois le trophée, dont un triplé de 2016 à 2018.
Dès 2006, le FC Barcelone bat le Arsenal FC en finale. En 2007, le Liverpool FC et l'AC Milan se retrouvent pour un nouveau face à face mais cette fois c'est le club italien qui l'emporte (2 buts à 1) permettant à son capitaine emblématique Paolo Maldini de soulever son cinquième trophée. L'année suivante voit une première finale 100 % britannique avec la victoire de Manchester United sur le Chelsea FC. Les Red Devils et leur star Cristiano Ronaldo accèdent de nouveau en finale l'édition suivante mais se heurtent au FC Barcelone de Lionel Messi qui marque le but du 2 à 0. Champion d'Italie depuis cinq ans, l'Inter Milan est de nouveau vainqueur de la C1 en 2010 (quarante-cinq ans après son dernier succès dans cette compétition) en battant le Bayern Munich 2 buts à 0. Puis en 2011 on assiste à un remake de la finale de 2009, qui voit de nouveau un succès du club catalan face aux mancuniens (3 buts à 1). En 2012, neuf ans après le rachat du Chelsea FC par le milliardaire russe Roman Abramovitch qui marqua une nouvelle ère pour le club, les Blues décrochent enfin la C1 en battant le Bayern de Munich chez eux à l'Allianz Arena. C'est la cinquième défaite en finale du club allemand qui ouvre pourtant le score à la 83e minute mais les Anglais égalisent deux minutes avant la fin du temps règlementaire puis gagnent le match 4 tirs au but à 3. Les Bavarois se rattrapent l'année suivante en remportant leur cinquième trophée face au Borussia Dortmund 2 buts à 1 (première finale 100 % allemande).
L'édition 2013-2014 voit la première finale qui oppose deux clubs d'une même ville : le Real Madrid et l'Atletico de Madrid. Ce dernier ouvre le score à la 36e minute mais les Merengues égalisent d'une tête de Sergio Ramos dans les arrêts de jeux (90+3). Le Real gagne finalement 4 buts à 1 en prolongation. C'est la dixième victoire tant attendue du club de la capitale espagnole dans la compétition. L'année suivante voit le retour au premier plan du FC Barcelone, avec en face la Juventus qui revient douze ans après sa dernière finale. Menant au score dès le début, le Barça l'emporte finalement 3-1 pour la cinquième victoire de son histoire.
En 2016, deux ans après sa Décima face à son grand rival madrilène, le Real Madrid — entraîné cette fois par Zinédine Zidane — l'emporte une nouvelle fois au détriment de l'Atlético de Madrid de Diego Simeone. Dos à dos (1-1) à l'issue du temps règlementaire, les Merengues l'emportent finalement 5 tirs au but à 3. Toujours en grande forme, le Real Madrid se retrouve de nouveau en finale en 2017 face à la Juventus, finaliste malheureux deux ans plus tôt. Les Madrilènes s'imposent 4 buts à 1 grâce notamment à un doublé de Cristiano Ronaldo, devenant ainsi la première équipe à remporter la compétition deux années consécutives depuis le passage au format Ligue des champions. L'année suivante, le Real Madrid gagne une nouvelle fois la compétition en battant 3-1 le Liverpool FC de Jürgen Klopp et réalise ainsi le triplé, ce qui n'était plus arrivé depuis celui du Bayern Munich de 1974 à 1976. Zinédine Zidane devient par ailleurs le premier entraîneur à remporter trois fois de suite cette compétition.

#### Une nouvelle domination anglaise (2018-2024)
En 2019, quatorze ans après le dernier titre acquis face à l'AC Milan lors du « miracle d'Istanbul », Liverpool remporte la compétition face au Tottenham Hotspur (qui jouait sa première finale dans la compétition) dans une finale 100 % anglaise (la deuxième de l'histoire après celle de 2008 ayant vu la victoire de Manchester United sur le Chelsea FC). Les hommes de Jürgen Klopp gagnent ainsi le sixième titre du club du nord de l'Angleterre. Cette édition voit notamment l'élimination surprise du Real Madrid, triple vainqueur et tenant du titre, dès les huitièmes de finale par l'Ajax Amsterdam.
La saison suivante voit le Bayern Munich remporter sa sixième Ligue des champions, en gagnant tous ses matchs (une première dans la compétition) et réalisant ainsi le triplé Championnat-Coupe d'Europe-Coupe nationale. Le club allemand s'est imposé en finale face au Paris Saint-Germain, qui disputait la première finale de son histoire. En 2021, la finale oppose à nouveau deux clubs de Premier League. En effet, le Chelsea FC prend le dessus sur Manchester City (1-0), qui joue sa première finale de la compétition.
Pour l'édition 2021-2022, le Real Madrid remporte son 14e trophée en s'imposant 1-0 en finale face au Liverpool FC au stade de France. Lors de l'édition 2022-2023, Manchester City remporte sa première Ligue des champions en s'imposant sur le score de 1-0 face à l'Inter Milan au stade olympique Atatürk. En 2024, le Real Madrid remporte son 15e trophée en gagnant en finale contre le Borussia Dortmund sur le score de 2-0 au stade de Wembley.

#### La nouvelle formule de la Ligue des champions (depuis 2024)
À partir de la saison 2024-2025, la Ligue des champions connaît un changement de format. La phase de poules devient à présent un mini-championnat de 36 équipes dans lequel chaque équipe dispute huit rencontres. Cependant, le format des phases de qualifications et de la phase à élimination directe reste inchangé. La finale de cette édition, qui se dispute à la Fußball Arena München, voit s'affronter le Paris Saint-Germain et l'Inter Milan,. Cette affiche bouleverse les habitudes puisque, pour la première fois depuis 2004, la finale se dispute sans aucun club allemand, anglais ou espagnol. Le club de la capitale française remporte la finale en battant son adversaire italien sur le score de cinq buts à zéro, signant à cette occasion la plus large victoire d'une équipe lors d'une finale de Ligue des champions,,.

## Autour de la compétition

### Trophée

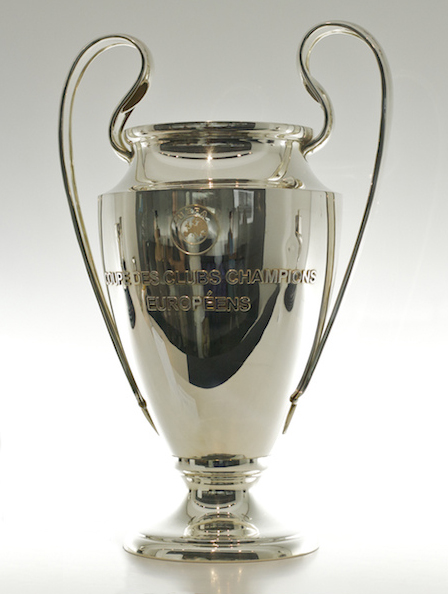
Le trophée officiel.

Le trophée originel est fourni par L'Équipe à l'UEFA. Il est remis pour une année au club vainqueur, qui doit le rendre deux mois avant la finale suivante. En 1966, le Real Madrid remporta une sixième fois la coupe ; l'UEFA décide d'en faire don définitivement au club madrilène,.
Le nouveau trophée mis en jeu la saison suivante prend la forme qu'on lui connaît aujourd'hui, celle de « la coupe aux grandes oreilles ». Le trophée est en argent massif, orné du logo de l'UEFA et de la dénomination initiale de la compétition, inscrite en français : « Coupe des clubs champions européens ». Il mesure 73,5 centimètres de haut et pèse 7,5 kilos. Il est fabriqué par Jürg Stadelmann, un artisan de Berne,.
Dès lors, tout club qui remportait la compétition trois fois de suite ou cinq fois au total se voyait décerner définitivement l'édition actuelle du trophée original. Alors le club reprenait le cycle à zéro et un nouveau trophée était fabriqué.
Ainsi cinq clubs ont conservé un trophée original, répartis comme suit :
- Real Madrid, propriétaire du premier trophée (1956-1966) ;
- Ajax Amsterdam, propriétaire du deuxième trophée (1971-1973) ;
- Bayern Munich, propriétaire du troisième trophée (1974-1976) ;
- AC Milan, propriétaire du quatrième trophée (1963-1994) ;
- Liverpool FC, propriétaire du cinquième trophée (1977-2005).

Tous les nouveaux trophées sont fabriqués par la maison Stadelmann jusqu'en 2006 ; le trophée connaît une modification mineure en 1995, la mention « Coupe des clubs champions européens » étant gravée entièrement en majuscules. En 2006, l'entreprise Bertoni (qui a notamment créé le trophée de la Coupe UEFA), prend en main la conception du trophée, à l'identique, à l'exception du fait que tous les vainqueurs de la compétition sont gravés au dos du trophée (et non plus les seuls vainqueurs depuis la refabrication du trophée),.
Depuis 2009, la règlementation prévoit (dans les mêmes conditions d'obtention) une distinction spéciale au lieu de la remise du trophée original. Celle-ci prend la forme d'un badge, porté par les joueurs pendant les matchs de Ligue des champions, qui mentionne le nombre de victoires totales de la compétition par le club. Le trophée original, qui peut être par exemple vu lors de la finale de la compétition, est lui conservé par l'UEFA tandis qu'une réplique à l'identique de celui-ci est remise au club vainqueur.

### Logo

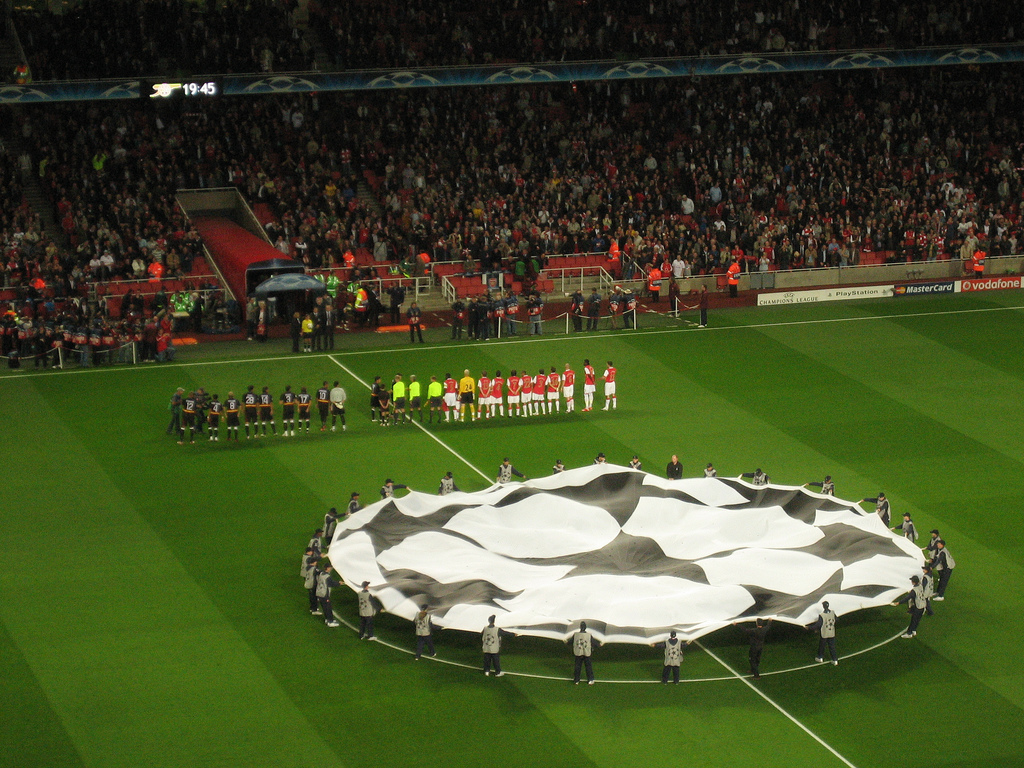
Le drapeau de la Ligue des champions est agité au centre du terrain lors du retentissement de l'hymne, avant le début du match.

Le logo de la Ligue des champions, connu sous le nom de Starball, apparait en même temps que l'hymne lors de l'édition 1992-1993. Il est composé de huit étoiles noires formant un ballon, représentants les huit clubs qui sont alors présents lors de la phase de groupes.
Ce logo n'a que peu évolué au cours du temps : la seule modification majeure étant la mention UEFA ajoutée en 1993, les autres modifications étant seulement des changements de police de caractères ou l'aspect des étoiles au périmètre de la Starball.

Historique des logos de la Ligue des champions de l'UEFA
Saison 1992-1993
Période 1993 à 1995
Période 1995 à 1997
Période 1997 à 2012
Période 2012 à 2021
Actuel, depuis 2021

### Hymne officiel
L'hymne de la Ligue des champions de l'UEFA est commandé par l'UEFA en 1992 au compositeur Tony Britten. C'est un arrangement de l'hymne Zadok the Priest composé par Georg Friedrich Haendel en 1727 pour le couronnement du roi de Grande-Bretagne George II. Il est interprété par le Royal Philharmonic Orchestra et par les chœurs de l'Academy of St Martin in the Fields. Les paroles, qui évoquent le fait que la compétition regroupe « les meilleures équipes », sont déclamées dans les trois langues officielles de l'UEFA, à savoir l'anglais, le français et l'allemand.
Le refrain de l'hymne est joué avant chaque match de Ligue des champions, ainsi qu'au début et à la fin des retransmissions télévisées des matchs. L'hymne complet dure trois minutes, et comprend deux courts couplets et le refrain. L'hymne est un symbole fort de la Ligue des champions : une enquête au début des années 2000 a montré qu'il est plus identifié par les supporters à la compétition que le logo ou même le nom.
Entre l'édition 2008-2009 et édition 2018-2019 (excepté en 2013), l'hymne de la finale est interprété en live par un ou plusieurs artistes.

### Aspects financiers
Les revenus générés par la Ligue des champions, comme les droits de diffusion télévisuelle ou les ventes de billets, sont gérés de façon centralisée par l'UEFA.
Une grande partie de ces recettes sont redistribuées aux clubs qui ont participé à la compétition : une partie est utilisée pour couvrir les frais d’organisation de la compétition et le reste revient à l’UEFA.
La redistribution des recettes aux clubs est répartie comme suit :
- les trente-six clubs participant à la phase de ligue perçoivent une part fixe dite « prime de participation », une part variable indexée sur les résultats sportifs dans la compétition, et une part dite "valeur" qui regroupe à la fois une part basée sur les performances du club (Classement par coefficient) et une part appelées « market pool » liée aux droits télévisuels obtenus dans chaque pays qui prend en compte la valeur proportionnelle de leur marché télévisuel national ;
- les barragistes éliminés reçoivent une quote-part fixe ;
- les clubs éliminés dans la phase de qualification bénéficient du « versements de solidarité » ;
- pour tous les clubs participants, les revenus des ventes de billets sont centralisés puis réaffectés aux clubs jouant à domicile (lors de la finale, qui est le seul match disputé sur terrain neutre, les deux finalistes reçoivent une part égale de la vente de billets).

| Destinataires                        | Prime                                            | Montant par club                            | Montant par club                                                                                            | Montant total |
| ------------------------------------ | ------------------------------------------------ | ------------------------------------------- | --- | ------------- |
| Clubs éliminés en qualifications     | versements de solidarité                         | champion national                           | 0,260 | Variable      |
| Clubs éliminés en qualifications     | versements de solidarité                         | 3e tour                                     | 0,175 X nombre de tours disputés                                                                            | Variable      |
| 7 clubs éliminés en match de barrage | quote-part fixe                                  | 4,29                                        | 4,29 | 30            |
| 36 clubs qualifiés                   | prime de participation                           | 18,62                                       | 18,62 | 670           |
| 36 clubs qualifiés                   | prime de résultat                                | victoire en phase de ligue                  | 2,1 | 914           |
| 36 clubs qualifiés                   | prime de résultat                                | nul en phase de ligue                       | 0,9 | 914           |
| 36 clubs qualifiés                   | prime de résultat                                | position au classement de la phase de ligue | 0,275 X nombre de parts en fonction de la position (0,275 pour le 36e (1 part), 9,9 pour le 1er (36 parts)) | 914           |
| 36 clubs qualifiés                   | prime de résultat                                | bonus pour le top 16                        | 2 (1er au 8e), 1 (9e au 16e)                                                                                | 914           |
| 36 clubs qualifiés                   | prime de résultat                                | qualification en barrages                   | 1 | 914           |
| 36 clubs qualifiés                   | prime de résultat                                | qualification en 8e de finale               | 11 | 914           |
| 36 clubs qualifiés                   | prime de résultat                                | qualification en 1/4 de finale              | 12,5 | 914           |
| 36 clubs qualifiés                   | prime de résultat                                | qualification en demi-finale                | 15 | 914           |
| 36 clubs qualifiés                   | prime de résultat                                | qualification en finale                     | 18,5 | 914           |
| 36 clubs qualifiés                   | prime de résultat                                | vainqueur                                   | 6,5 | 914           |
| 36 clubs qualifiés                   | valeur pilier (coefficient + droits télévisuels) | variable                                    | variable | 853           |

## Format

### Jusqu'en 2023-2024
Le nombre de clubs qualifiés par fédération ainsi que leur point d'entrée dans la compétition sont déterminés par les coefficients UEFA. Les meilleures associations peuvent avoir au maximum quatre clubs en Ligue des champions alors que pour les associations les plus faibles, seul le champion peut prendre part à la compétition. Lors des tirages au sort des matchs des tours préliminaires et de la phase de groupes, l'UEFA prend garde à ce que deux clubs d'une même association ne se rencontrent pas. Le tenant du titre est lui automatiquement qualifié, il en va de même pour le vainqueur de la Ligue Europa.
Depuis la saison 2003-2004, les huitièmes de finale font leur apparition et remplace l'ancienne seconde phase de groupes, passant ainsi de 16 à 32 équipes.
À l'exception de la finale, toutes les rencontres ont lieu le mardi et le mercredi (si le match aller a lieu le mardi, le match retour a lieu le mercredi et vice versa). Pour les rencontres aller-retour à élimination directe, l'équipe ayant cumulé le plus de buts pour elle l'emporte (avant la saison 2021-2022, la règle des buts marqués à l'extérieur s'appliquait). En cas d'égalité, le match retour est augmenté d'une prolongation et, si elle ne donne rien, d'une séance de tirs au but.
Depuis 2018, la formule de la Ligue des champions de l'UEFA se présente ainsi  :
- un tour préliminaire, disputé sous la forme d'un mini-tournoi à élimination directe sur une seule manche, concernant quatre champions nationaux. Les deux vainqueurs des deux premiers matchs s'affrontent ensuite lors d'un match décisif dont le gagnant se qualifie pour le premier tour de qualification. Les trois équipes perdantes sont quant à elle repêchées lors du deuxième tour de qualification de la Ligue Europa ;
- quatre tours de qualification, dont le dernier est dit de « barrage ». Les clubs sont séparés en deux séries de qualifications, une voie pour les champions nationaux et l'autre pour onze non-champions. Quatre équipes de la Voie des champions et deux clubs de la Voie de la ligue se qualifient pour la « phase de groupes ». Les clubs éliminés au fil de ces tours de qualification sont tous reversés en Ligue Europa ;
- une phase de groupes, qui constitue le tour principal de la compétition et réunit 32 équipes réparties en huit groupes de quatre. Au sein de chaque groupe toutes les équipes s'affrontent en matchs aller-retour, selon la formule de championnat (6 journées, de septembre à décembre). Les deux premiers de chaque groupe se qualifient pour les huitièmes de finale, le troisième est repêché en seizièmes de finale de la Ligue Europa. En cas d'égalité de points entre deux ou plusieurs équipes, le départage se fait d'abord sur les confrontations directes entre les équipes concernées (nombre de points obtenus puis différence de buts particulière) ;
- une phase à élimination directe en matchs aller-retour, des huitièmes de finale aux demi-finales. À partir des quarts de finale, le tirage au sort est intégral, sans têtes de série, et avec possibilité de rencontres entre équipes du même pays ;
- une finale, disputée sur un terrain neutre désigné deux ou trois ans auparavant. Prolongation voire tirs au but en cas d'égalité. Depuis 2010 elle se déroule le samedi, alors que traditionnellement elle se jouait le mercredi.

Le vainqueur de la Ligue des champions de l'UEFA est officiellement champion d'Europe des clubs. Il rencontre le vainqueur de la Ligue Europa pour le lancement de la saison européenne suivante lors de la Supercoupe de l'UEFA. En décembre de l'année même, il participe également à la coupe du monde des clubs de la FIFA, organisée par la FIFA dans un pays donné, et qui réunit les six vainqueurs continentaux (le club européen est directement admis en demi-finale).
Avant 2005, le vainqueur de la compétition affrontait à Tokyo celui de la Copa Libertadores (Amérique du Sud) lors de la Coupe intercontinentale.

### À partir de 2024-2025
Le 19 avril 2021, en pleine crise en raison de l'annonce d'une Super Ligue européenne dissidente la veille, l'UEFA annonce un nouveau format pour ses compétitions européennes à partir de la saison 2024-2025, basé sur le système suisse. Elle entend ainsi confirmer le principe de compétitions ouvertes fondées sur le mérite sportif et protéger les championnats nationaux. Après consultation des parties prenantes et quelques modifications, le Comité exécutif de l'UEFA approuve le 11 mai 2022 la nouvelle formule et la liste d'accès de la compétition.
La compétition passe de 32 à 36 équipes ; les quatre équipes supplémentaires sont :
- le club classé troisième du championnat de la cinquième association au classement UEFA de la saison n-2 (la France, pour ce qui est de 2024-2025) ;
- le champion national de l'association la mieux classée non qualifié directement ;
- deux places pour les associations ayant réalisé la meilleure performance au cours de la saison précédente (nombre total de points obtenus divisé par le nombre de clubs participants). Ces deux associations bénéficieront d’une place pour le club le mieux classé dans le championnat national après le dernier club qualifié en Ligue des champions.

La phase de groupes de huit poules est remplacée par une phase de ligue unique.
Les clubs sont répartis dans quatre chapeaux de 9 selon leur indice UEFA. Chaque équipe joue contre huit adversaires différents (sur un seul match), à savoir deux équipes de chaque chapeau (y compris le sien), l'une à domicile et l'autre à l'extérieur .
A l'issue de la phase de championnat :
- les huit premiers se qualifient pour la phase à élimination directe ;
- les clubs classés de la 9e à la 24e place jouent des barrages de qualification pour les huitièmes de finale ;
- les équipes classées après la 24e place sont éliminées, sans repêchage en Ligue Europa[45].

## Palmarès

### Palmarès par édition
| N°                                  | Édition | Vainqueur                | Score de la finale   | Finaliste                | Lieu de la finale                     | Affluence     |
| ----------------------------------- | ------- | ------------------------ | -------------------- | ------------------------ | ------------------------------------- | ------------- |
| Coupe des clubs champions européens |         |                          |                      |                          |                                       |               |
| 1                                   | 1956    | Real Madrid              | 4 – 3                | Stade de Reims           | Parc des Princes (Paris)              | 38 239        |
| 2                                   | 1957    | Real Madrid (2)          | 2 – 0                | ACF Fiorentina           | Stade Santiago-Bernabéu (Madrid)      | 124 000       |
| 3                                   | 1958    | Real Madrid (3)          | 3 – 2 ap             | AC Milan                 | Stade du Heysel (Bruxelles)           | 67 000        |
| 4                                   | 1959    | Real Madrid (4)          | 2 – 0                | Stade de Reims           | Neckarstadion (Stuttgart)             | 80 000        |
| 5                                   | 1960    | Real Madrid (5)          | 7 – 3                | Eintracht Francfort      | Hampden Park (Glasgow)                | 127 621       |
| 6                                   | 1961    | Benfica Lisbonne         | 3 – 2                | FC Barcelone             | Stade du Wankdorf (Berne)             | 26 732        |
| 7                                   | 1962    | Benfica Lisbonne (2)     | 5 – 3                | Real Madrid              | Stade olympique (Amsterdam)           | 61 257        |
| 8                                   | 1963    | AC Milan                 | 2 – 1                | Benfica Lisbonne         | Stade de Wembley (Londres)            | 45 715        |
| 9                                   | 1964    | Inter Milan              | 3 – 1                | Real Madrid              | Stade Prater (Vienne)                 | 71 333        |
| 10                                  | 1965    | Inter Milan (2)          | 1 – 0                | Benfica Lisbonne         | Stade San Siro (Milan)                | 89 000        |
| 11                                  | 1966    | Real Madrid (6)          | 2 – 1                | Partizan Belgrade        | Stade du Heysel (Bruxelles)           | 46 745        |
| 12                                  | 1967    | Celtic Glasgow           | 2 – 1                | Inter Milan              | Stade national (Lisbonne)             | 45 000        |
| 13                                  | 1968    | Manchester United        | 4 – 1 ap             | Benfica Lisbonne         | Stade de Wembley (Londres)            | 92 225        |
| 14                                  | 1969    | AC Milan (2)             | 4 – 1                | Ajax Amsterdam           | Stade Santiago-Bernabéu (Madrid)      | 31 782        |
| 15                                  | 1970    | Feyenoord Rotterdam      | 2 – 1 ap             | Celtic Glasgow           | Stade San Siro (Milan)                | 53 187        |
| 16                                  | 1971    | Ajax Amsterdam           | 2 – 0                | Panathinaïkos            | Stade de Wembley (Londres)            | 83 179        |
| 17                                  | 1972    | Ajax Amsterdam (2)       | 2 – 0                | Inter Milan              | Stade Feijenoord (Rotterdam)          | 61 354        |
| 18                                  | 1973    | Ajax Amsterdam (3)       | 1 – 0                | Juventus                 | Stade de l'Étoile rouge (Belgrade)    | 89 484        |
| 19                                  | 1974    | Bayern Munich            | 1 – 1 ap 4 – 0       | Atlético de Madrid       | Stade du Heysel (Bruxelles)           | 48 722 23 325 |
| 20                                  | 1975    | Bayern Munich (2)        | 2 – 0                | Leeds United             | Parc des Princes (Paris)              | 48 374        |
| 21                                  | 1976    | Bayern Munich (3)        | 1 – 0                | AS Saint-Étienne         | Hampden Park (Glasgow)                | 54 864        |
| 22                                  | 1977    | Liverpool FC             | 3 – 1                | Borussia Mönchengladbach | Stade olympique (Rome)                | 52 078        |
| 23                                  | 1978    | Liverpool FC (2)         | 1 – 0                | Club Bruges              | Stade de Wembley (Londres)            | 92 500        |
| 24                                  | 1979    | Nottingham Forest        | 1 – 0                | Malmö FF                 | Stade olympique (Munich)              | 57 500        |
| 25                                  | 1980    | Nottingham Forest (2)    | 1 – 0                | Hambourg SV              | Stade Santiago-Bernabéu (Madrid)      | 51 000        |
| 26                                  | 1981    | Liverpool FC (3)         | 1 – 0                | Real Madrid              | Parc des Princes (Paris)              | 48 360        |
| 27                                  | 1982    | Aston Villa              | 1 – 0                | Bayern Munich            | Stade Feijenoord (Rotterdam)          | 46 000        |
| 28                                  | 1983    | Hambourg SV              | 1 – 0                | Juventus                 | Stade olympique (Athènes)             | 73 500        |
| 29                                  | 1984    | Liverpool FC (4)         | 1 – 1 ap (4 - 2 tab) | AS Rome                  | Stade olympique (Rome)                | 69 693        |
| 30                                  | 1985    | Juventus                 | 1 – 0                | Liverpool FC             | Stade du Heysel (Bruxelles)           | 58 000        |
| 31                                  | 1986    | Steaua Bucarest          | 0 – 0 ap (2 - 0 tab) | FC Barcelone             | Stade Ramón Sánchez Pizjuán (Séville) | 70 000        |
| 32                                  | 1987    | FC Porto                 | 2 – 1                | Bayern Munich            | Stade Prater (Vienne)                 | 57 500        |
| 33                                  | 1988    | PSV Eindhoven            | 0 – 0 ap (6 - 5 tab) | Benfica Lisbonne         | Neckarstadion (Stuttgart)             | 68 000        |
| 34                                  | 1989    | AC Milan (3)             | 4 – 0                | Steaua Bucarest          | Camp Nou (Barcelone)                  | 97 000        |
| 35                                  | 1990    | AC Milan (4)             | 1 – 0                | Benfica Lisbonne         | Stade Prater (Vienne)                 | 57 500        |
| 36                                  | 1991    | Étoile rouge de Belgrade | 0 – 0 ap (5 - 3 tab) | Olympique de Marseille   | Stade San Nicola (Bari)               | 56 000        |
| 37                                  | 1992    | FC Barcelone             | 1 – 0 ap             | UC Sampdoria             | Stade de Wembley (Londres)            | 70 827        |
| Ligue des champions de l'UEFA       |         |                          |                      |                          |                                       |               |
| 38                                  | 1993    | Olympique de Marseille   | 1 – 0                | AC Milan                 | Stade olympique (Munich)              | 64 400        |
| 39                                  | 1994    | AC Milan (5)             | 4 – 0                | FC Barcelone             | Stade olympique (Athènes)             | 70 000        |
| 40                                  | 1995    | Ajax Amsterdam (4)       | 1 – 0                | AC Milan                 | Stade Ernst-Happel (Vienne)           | 49 730        |
| 41                                  | 1996    | Juventus (2)             | 1 – 1 ap (4 - 2 tab) | Ajax Amsterdam           | Stade olympique (Rome)                | 70 000        |
| 42                                  | 1997    | Borussia Dortmund        | 3 – 1                | Juventus                 | Stade olympique (Munich)              | 59 000        |
| 43                                  | 1998    | Real Madrid (7)          | 1 – 0                | Juventus                 | Amsterdam ArenA (Amsterdam)           | 48 500        |
| 44                                  | 1999    | Manchester United (2)    | 2 – 1                | Bayern Munich            | Camp Nou (Barcelone)                  | 90 245        |
| 45                                  | 2000    | Real Madrid (8)          | 3 – 0                | Valence CF               | Stade de France (Saint-Denis)         | 80 000        |
| 46                                  | 2001    | Bayern Munich (4)        | 1 – 1 ap (5 - 4 tab) | Valence CF               | Stade Giuseppe-Meazza (Milan)         | 79 000        |
| 47                                  | 2002    | Real Madrid (9)          | 2 – 1                | Bayer 04 Leverkusen      | Hampden Park (Glasgow)                | 50 499        |
| 48                                  | 2003    | AC Milan (6)             | 0 – 0 ap (3 - 2 tab) | Juventus                 | Old Trafford (Manchester)             | 62 315        |
| 49                                  | 2004    | FC Porto (2)             | 3 – 0                | AS Monaco                | Arena AufSchalke (Gelsenkirchen)      | 53 053        |
| 50                                  | 2005    | Liverpool FC (5)         | 3 – 3 ap (3 - 2 tab) | AC Milan                 | Stade olympique Atatürk (Istanbul)    | 69 600        |
| 51                                  | 2006    | FC Barcelone (2)         | 2 – 1                | Arsenal FC               | Stade de France (Saint-Denis)         | 79 610        |
| 52                                  | 2007    | AC Milan (7)             | 2 – 1                | Liverpool FC             | Stade olympique (Athènes)             | 63 000        |
| 53                                  | 2008    | Manchester United (3)    | 1 – 1 ap (6 - 5 tab) | Chelsea FC               | Stade Loujniki (Moscou)               | 67 310        |
| 54                                  | 2009    | FC Barcelone (3)         | 2 – 0                | Manchester United        | Stade olympique (Rome)                | 62 467        |
| 55                                  | 2010    | Inter Milan (3)          | 2 – 0                | Bayern Munich            | Stade Santiago-Bernabéu (Madrid)      | 73 490        |
| 56                                  | 2011    | FC Barcelone (4)         | 3 – 1                | Manchester United        | Stade de Wembley (Londres)            | 87 695        |
| 57                                  | 2012    | Chelsea FC               | 1 – 1 ap (4 - 3 tab) | Bayern Munich            | Fußball Arena München (Munich)        | 62 500        |
| 58                                  | 2013    | Bayern Munich (5)        | 2 – 1                | Borussia Dortmund        | Stade de Wembley (Londres)            | 86 298        |
| 59                                  | 2014    | Real Madrid (10)         | 4 – 1 ap             | Atlético de Madrid       | Estádio da Luz (Lisbonne)             | 60 976        |
| 60                                  | 2015    | FC Barcelone (5)         | 3 – 1                | Juventus                 | Stade olympique (Berlin)              | 70 442        |
| 61                                  | 2016    | Real Madrid (11)         | 1 – 1 ap (5 - 3 tab) | Atlético de Madrid       | Stade Giuseppe-Meazza (Milan)         | 71 942        |
| 62                                  | 2017    | Real Madrid (12)         | 4 – 1                | Juventus                 | Millennium Stadium (Cardiff)          | 65 842        |
| 63                                  | 2018    | Real Madrid (13)         | 3 – 1                | Liverpool FC             | Stade olympique (Kiev)                | 61 561        |
| 64                                  | 2019    | Liverpool FC (6)         | 2 – 0                | Tottenham Hotspur        | Stade Metropolitano (Madrid)          | 63 272        |
| 65                                  | 2020    | Bayern Munich (6)        | 1 – 0                | Paris Saint-Germain      | Estádio da Luz (Lisbonne)             | huis clos     |
| 66                                  | 2021    | Chelsea FC (2)           | 1 – 0                | Manchester City          | Stade du Dragon (Porto)               | 14 110        |
| 67                                  | 2022    | Real Madrid (14)         | 1 – 0                | Liverpool FC             | Stade de France (Saint-Denis)         | 75 000        |
| 68                                  | 2023    | Manchester City          | 1 – 0                | Inter Milan              | Stade olympique Atatürk (Istanbul)    | 76 412        |
| 69                                  | 2024    | Real Madrid (15)         | 2 – 0                | Borussia Dortmund        | Stade de Wembley (Londres)            | 86 212        |
| 70                                  | 2025    | Paris Saint-Germain      | 5 – 0                | Inter Milan              | Fußball Arena München (Munich)        | 64 327        |
| 71                                  | 2026    |                          | –                    |                          | Puskás Aréna (Budapest)               |               |
| 72                                  | 2027    |                          | -                    |                          | Stade Metropolitano (Madrid)          |               |

### Palmarès par club
24 clubs ont remporté le tournoi depuis sa création en 1955. Le Real Madrid est le plus titré de l'histoire de la Ligue des champions avec 15 titres en 18 finales jouées.
18 clubs ont atteint la finale sans jamais parvenir à la gagner. L'Atlético de Madrid est le finaliste le plus malheureux avec trois finales jouées sans aucune victoire.
| Rang | Club                     | Titres (éditions)                                                                             | Finales perdues (éditions)                   |
| ---- | ------------------------ | --------------------------------------------------------------------------------------------- | -------------------------------------------- |
| 1    | Real Madrid              | 15 (1956, 1957, 1958, 1959, 1960, 1966, 1998, 2000, 2002, 2014, 2016, 2017, 2018, 2022, 2024) | 3 (1962, 1964, 1981)                         |
| 2    | AC Milan                 | 7 (1963, 1969, 1989, 1990, 1994, 2003, 2007)                                                  | 4 (1958, 1993, 1995, 2005)                   |
| 3    | Bayern Munich            | 6 (1974, 1975, 1976, 2001, 2013, 2020)                                                        | 5 (1982, 1987, 1999, 2010, 2012)             |
| 4    | Liverpool FC             | 6 (1977, 1978, 1981, 1984, 2005, 2019)                                                        | 4 (1985, 2007, 2018, 2022)                   |
| 5    | FC Barcelone             | 5 (1992, 2006, 2009, 2011, 2015)                                                              | 3 (1961, 1986, 1994)                         |
| 6    | Ajax Amsterdam           | 4 (1971, 1972, 1973, 1995)                                                                    | 2 (1969, 1996)                               |
| 7    | Inter Milan              | 3 (1964, 1965, 2010)                                                                          | 4 (1967, 1972, 2023, 2025)                   |
| 8    | Manchester United        | 3 (1968, 1999, 2008)                                                                          | 2 (2009, 2011)                               |
| 9    | Juventus                 | 2 (1985, 1996)                                                                                | 7 (1973, 1983, 1997, 1998, 2003, 2015, 2017) |
| 10   | Benfica Lisbonne         | 2 (1961, 1962)                                                                                | 5 (1963, 1965, 1968, 1988, 1990)             |
| 11   | Chelsea FC               | 2 (2012, 2021)                                                                                | 1 (2008)                                     |
| 12   | Nottingham Forest        | 2 (1979, 1980)                                                                                | 0                                            |
| 12   | FC Porto                 | 2 (1987, 2004)                                                                                | 0                                            |
| 14   | Borussia Dortmund        | 1 (1997)                                                                                      | 2 (2013, 2024)                               |
| 15   | Celtic Glasgow           | 1 (1967)                                                                                      | 1 (1970)                                     |
| 15   | Hambourg SV              | 1 (1983)                                                                                      | 1 (1980)                                     |
| 15   | Steaua Bucarest          | 1 (1986)                                                                                      | 1 (1989)                                     |
| 15   | Olympique de Marseille   | 1 (1993)                                                                                      | 1 (1991)                                     |
| 15   | Manchester City          | 1 (2023)                                                                                      | 1 (2021)                                     |
| 15   | Paris Saint-Germain      | 1 (2025)                                                                                      | 1 (2020)                                     |
| 21   | Feyenoord Rotterdam      | 1 (1970)                                                                                      | 0                                            |
| 21   | Aston Villa              | 1 (1982)                                                                                      | 0                                            |
| 21   | PSV Eindhoven            | 1 (1988)                                                                                      | 0                                            |
| 21   | Étoile rouge de Belgrade | 1 (1991)                                                                                      | 0                                            |
| 25   | Atlético de Madrid       | 0                                                                                             | 3 (1974, 2014, 2016)                         |
| 26   | Stade de Reims           | 0                                                                                             | 2 (1956, 1959)                               |
| 26   | Valence CF               | 0                                                                                             | 2 (2000, 2001)                               |
| 28   | ACF Fiorentina           | 0                                                                                             | 1 (1957)                                     |
| 28   | Eintracht Francfort      | 0                                                                                             | 1 (1960)                                     |
| 28   | Partizan Belgrade        | 0                                                                                             | 1 (1966)                                     |
| 28   | Panathinaïkós            | 0                                                                                             | 1 (1971)                                     |
| 28   | Leeds United             | 0                                                                                             | 1 (1975)                                     |
| 28   | AS Saint-Étienne         | 0                                                                                             | 1 (1976)                                     |
| 28   | Borussia Mönchengladbach | 0                                                                                             | 1 (1977)                                     |
| 28   | Club Bruges              | 0                                                                                             | 1 (1978)                                     |
| 28   | Malmö FF                 | 0                                                                                             | 1 (1979)                                     |
| 28   | AS Rome                  | 0                                                                                             | 1 (1984)                                     |
| 28   | UC Sampdoria             | 0                                                                                             | 1 (1992)                                     |
| 28   | Bayer 04 Leverkusen      | 0                                                                                             | 1 (2002)                                     |
| 28   | AS Monaco                | 0                                                                                             | 1 (2004)                                     |
| 28   | Arsenal FC               | 0                                                                                             | 1 (2006)                                     |
| 28   | Tottenham Hotspur        | 0                                                                                             | 1 (2019)                                     |

### Palmarès par pays
Des clubs de 10 pays différents ont remporté au moins une édition du tournoi.
Les clubs espagnols ont connu le plus de succès, remportant un total de 20 éditions.
L'Angleterre est deuxième avec 15 victoires et l'Italie troisième avec 12 victoires.
| Rang | Pays       | Finales | Finales | Finales |
| Rang | Pays       | Gagnées | Perdues | Total   |
| ---- | ---------- | ------- | ------- | ------- |
| 1    | Espagne    | 20      | 11      | 31      |
| 2    | Angleterre | 15      | 11      | 26      |
| 3    | Italie     | 12      | 18      | 30      |
| 4    | Allemagne  | 8       | 11      | 19      |
| 5    | Pays-Bas   | 6       | 2       | 8       |
| 6    | Portugal   | 4       | 5       | 9       |
| 7    | France     | 2       | 6       | 8       |
| 8    | Écosse     | 1       | 1       | 2       |
| 8    | Roumanie   | 1       | 1       | 2       |
| 8    | Serbie     | 1       | 1       | 2       |
| 11   | Grèce      | 0       | 1       | 1       |
| 11   | Belgique   | 0       | 1       | 1       |
| 11   | Suède      | 0       | 1       | 1       |

## Statistiques

### Records et statistiques par club
- Le Real Madrid est le club le plus titré avec 15 victoires au total.
C'est également celui qui a remporté le plus de titres successifs avec 5 victoires consécutives de 1956 à 1960.
- La Juventus est le club ayant échoué le plus en finale avec 7 échecs.
- La Juventus et le Valence CF sont les seuls clubs à avoir perdu deux finales consécutives.
- Le Nottingham Forest est la seule équipe à avoir remporté plus de fois la Ligue des champions (2) que son championnat national (1).
- Depuis 2010, l'Inter Milan détient le record du plus grand écart entre deux titres (45 ans).
- Le Real Madrid détient le record de participations consécutives en Ligue des champions avec 28 apparitions, de 1997-1998 à 2024-2025 (série en cours).
- L'affiche ayant le plus eu lieu en finale est Liverpool FC-Real Madrid (3 fois).
- Le Bayern Munich est le seul club à avoir remporté la compétition en gagnant tous ses matchs (11 victoires en 2019-2020).
- Manchester City détient le record d'invincibilité en Ligue des champions (26 matchs consécutifs sans défaites) entre 2022 et 2024[48].
- Le FC Barcelone détient le record de matchs consécutifs sans défaites sur son terrain (38) entre 2013 et 2020[49].
- L'AS La Jeunesse d'Esch détient le record du nombre de défaites d’affilée en Ligue des champions avec 16 défaites consécutives entre 1973 et 1987[50].
- La victoire 2-12 du Feyenoord Rotterdam sur le terrain de KR Reykjavik (saison 1969-1970, 32e de finale) représente à la fois le plus grand nombre de buts dans un match (14) et le plus grand nombre de buts pour une seule équipe (12).
- La victoire 11-0 du Dinamo Bucarest contre le Crusaders FC (saison 1973-1974, 16e de finale) est le plus gros écart enregistré dans la compétition.
- La rencontre Real Madrid 7-3 Eintracht Francfort est le match le plus prolifique réalisé lors d'une finale (1960).
- La victoire 5-0 du Paris Saint-Germain contre l'Inter Milan est le plus gros écart enregistré en finale (2025).
- En 2017-2018, le Paris Saint-Germain établit le record du nombre de buts marqués en phase de groupes (25), à la suite d'une victoire sur le score de 7-1 contre le Celtic FC le 22 novembre 2017[51] suivie d'une réalisation inscrite lors du dernier match de poule à l'extérieur contre le Bayern Munich (défaite 1-3).
- La victoire de Liverpool en 2005 après avoir été mené 0-3 par l'AC Milan représente le plus grand retournement de situation dans une finale. 15 fois le vainqueur a d'abord été mené en finale avant de l'emporter (9 fois entre 1956 et 1970).
- Le Real Madrid est le seul club à être parvenu en demi-finales de la Ligue des champions 8 fois consécutivement, de 2011 à 2018[52].
- La ville de Londres est la seule à compter trois clubs finalistes différents (Arsenal FC, Chelsea FC et Tottenham Hotspur).
- Les villes de Milan (AC Milan et Inter Milan) et de Manchester (Manchester United et Manchester City) sont les seules à compter deux clubs vainqueurs différents.
- La ville de Madrid est la seule à avoir placé deux de ses clubs, le Real Madrid et l'Atlético de Madrid, lors d'une même finale (2013-2014 et 2015-2016).
- La qualification du FC Barcelone contre le Paris Saint-Germain lors du huitième de finale retour (6-1) le 8 mars 2017 constitue un record. C'est la première fois dans l'histoire des compétitions de l'UEFA qu'une équipe se qualifie pour le tour suivant malgré une défaite 4-0 lors du match aller[53].
- Lors de la saison 2018-2019, Manchester United se qualifie en quart de finale face au Paris Saint-Germain après une défaite 2-0 à domicile. C’est la première fois de l'histoire de la compétition qu'un club est éliminé après avoir gagné 2-0 à l'extérieur[54].

### Records et statistiques par nation
- L'Espagne est le pays qui a gagné le plus de fois la compétition (20).
- L'Italie est le pays ayant échoué le plus de fois en finale (18).
- L'Angleterre détient le record de victoires consécutives en C1 (6) entre 1977 et 1982.
- L'Angleterre est le pays ayant gagné la compétition avec le plus grand nombre de clubs différents (6 : Manchester United, Liverpool FC, Nottingham Forest, Aston Villa, Chelsea FC et Manchester City).
- L'Angleterre est le pays ayant fourni le plus grand nombre de clubs finalistes différents (9 : Manchester United, Leeds United, Liverpool FC, Nottingham Forest, Aston Villa, Arsenal FC, Chelsea FC, Tottenham Hotspur et Manchester City).
- Il y a eu huit finales où un seul pays était représenté :
  - 3 finales 100 % espagnoles en 2000 (Real Madrid-Valence CF), 2014 (Real Madrid-Atlético de Madrid) et 2016 (Real Madrid-Atlético de Madrid) ;
  - 3 finales 100 % anglaises en 2008 (Manchester United-Chelsea FC), 2019 (Tottenham Hotspur-Liverpool FC) et 2021 (Manchester City-Chelsea FC) ;
  - 1 finale 100 % italienne en 2003 (Juventus-AC Milan) ;
  - 1 finale 100 % allemande en 2013 (Borussia Dortmund-Bayern Munich).
- L'Allemagne (1974) est la seule nation à avoir remporté la Ligue des champions et la Coupe du monde la même année. Les Pays-Bas (1988) et l'Espagne (2024) sont quant à eux les deux seules nations à avoir remporté la Ligue des champions et l'Euro la même année.
- L'Italie en 1990 (Milan AC en Coupe des clubs champions, UC Sampdoria en Coupe des Coupes, Juventus et ACF Fiorentina en Coupe UEFA) et l'Angleterre en 2019 (Liverpool FC et Tottenham Hotspur en Ligue des champions, Chelsea FC et Arsenal FC en Ligue Europa sont les seuls pays à avoir eu quatre clubs en finale de Coupe d'Europe la même année.

### Records et statistiques par joueur
- Plus grand nombre de matchs :

| Rang | Joueur            | Période   | Clubs                                                                           | Matchs | Buts | Trophée(s) |
| ---- | ----------------- | --------- | ------------------------------------------------------------------------------- | ------ | ---- | ---------- |
| 1    | Cristiano Ronaldo | 2002-2022 | Sporting Portugal (1), Manchester United (62), Real Madrid (101), Juventus (23) | 187    | 141  | 5          |
| 2    | Iker Casillas     | 1999-2019 | Real Madrid (152), FC Porto (29)                                                | 181    | 0    | 3          |
| 3    | Thomas Müller     | 2009-2025 | Bayern Munich (166)                                                             | 166    | 57   | 2          |
| 4    | Lionel Messi      | 2004-2023 | FC Barcelone (149), Paris Saint-Germain (14)                                    | 163    | 129  | 4          |
| 5    | Xavi              | 1998-2015 | FC Barcelone (157)                                                              | 157    | 12   | 4          |
| 6    | Toni Kroos        | 2008-2024 | Bayern Munich (43), Real Madrid (110)                                           | 153    | 12   | 6          |
| 7    | Karim Benzema     | 2005-2023 | Olympique lyonnais (19), Real Madrid (133)                                      | 152    | 90   | 5          |
| 7    | Manuel Neuer      | 2007-     | Schalke 04 (22), Bayern Munich (130)                                            | 152    | 0    | 2          |
| 7    | Luka Modrić       | 2006-2025 | GNK Dinamo Zagreb (10), Tottenham Hotspur (9), Real Madrid (133)                | 152    | 11   | 6          |
| 10   | Ryan Giggs        | 1993-2014 | Manchester United (151)                                                         | 151    | 30   | 2          |

* Les joueurs participants actuellement à la Ligue des champions 2025-2026 sont inscrits en caractères gras.
- L'Espagnol Francisco Gento (6 coupes en 8 finales avec le Real Madrid), le Croate Luka Modrić (6 coupes en 6 finales avec le Real Madrid), l'Espagnol Nacho (6 coupes en 6 finales avec le Real Madrid), l'Espagnol Dani Carvajal (6 coupes en 6 finales avec le Real Madrid) et l'Allemand Toni Kroos (1 coupe avec le Bayern Munich et 5 avec le Real Madrid en 6 finales) sont les joueurs qui ont remporté le plus de coupes. 
Alfredo Di Stéfano (pour 7 finales), Argentin de naissance, ainsi que Marcelo (pour 5 finales) sont les seuls Sud-Américains à avoir remporté cinq Coupes.
Samuel Eto'o (3 finales), est le seul Africain à l'avoir remportée à trois reprises, tout comme Keylor Navas (4 finales) pour la zone Amérique du Nord et centrale.
Park Ji-sung (3 finales) pour l'Asie ainsi que Harry Kewell (2 finales) pour l'Océanie l'ont remportée une fois.

- Clarence Seedorf (Ajax Amsterdam, Real Madrid, Milan AC) est le seul joueur à avoir remporté la coupe avec 3 clubs différents (dont deux avec le Milan AC)[56].

- Seuls quatre joueurs ont réussi à remporter deux Ligues des champions d'affilée dans deux clubs différents : Marcel Desailly (Olympique de Marseille, Milan AC), Paulo Sousa (Juventus et Borussia Dortmund), Gerard Piqué (Manchester United et FC Barcelone) et Samuel Eto'o (FC Barcelone et Inter Milan).

- Le gardien de but Marco Ballotta (Lazio Rome) est le plus vieux joueur à avoir disputé un match de Ligue des champions à l'âge de 43 ans et 252 jours (face au Real Madrid le 11 décembre 2007[57]. Youssoufa Moukoko (Borussia Dortmund) est quant à lui le plus jeune à avoir disputé un match à l'âge de 16 ans et 18 jours (face au Zénith Saint-Pétersbourg le 8 décembre 2020)[58].Cependant la presse allemande relate des doutes sur la date de naissance de Youssoufa Moukoko le rajeunissant de 4 ans[59].

- Pepe (FC Porto), à l'âge de 40 ans et 254 jours, est le plus vieux buteur de la Ligue des champions (face au Royal Antwerp, le 7 novembre 2023)[60]. Włodzimierz Lubański (Górnik Zabrze) à 16 ans et 258 jours, est quant à lui le plus jeune buteur de l'histoire de la compétition (en 1963)[61].

- Roy Makaay détient le record du but le plus rapide marqué en Ligue des champions, après 9,9 secondes de jeu, pour le Bayern Munich face au Real Madrid, le 7 mars 2007[62].

- Cristiano Ronaldo est le meilleur buteur de l'histoire de la Ligue des champions avec 141 buts.

- Cristiano Ronaldo (Real Madrid) est le meilleur buteur de la compétition sur une saison avec 17 buts (2013-2014).

- Le 11 avril 2018, l'attaquant portugais du Real Madrid Cristiano Ronaldo a marqué lors de son onzième match consécutif (17 buts), il est le premier joueur dans l'histoire de la compétition à réaliser une telle performance.

- Lionel Messi et Cristiano Ronaldo détiennent le record de triplés en Ligue des champions : huit[63],[64].

- Cristiano Ronaldo est le meilleur passeur de l'histoire de la Ligue des champions avec 42 passes décisives.

- James Milner (Liverpool FC) et Raphinha (FC Barcelone) sont les meilleurs passeurs de la compétition sur une saison avec 9 passes décisives (respectivement en 2017-2018 et en 2024-2025).

- En 2011, Zinédine Zidane est élu meilleur joueur des 20 dernières années de la compétition[65].

### Records et statistiques par entraîneur
- Plus grand nombre de matchs :

| Rang | Entraîneur           | Période   | Clubs | Matchs | Trophée(s) |
| ---- | -------------------- | --------- | --- | ------ | ---------- |
| 1    | Carlo Ancelotti      | 1996-2025 | Parme AC (8), Juventus (10), AC Milan (77), Chelsea FC (18), Paris SG (10), Real Madrid (77), Bayern Munich (12), SSC Naples (12)     | 224    | 5          |
| 2    | Alex Ferguson        | 1980-2013 | Aberdeen FC (8), Manchester United (201)                                                                                              | 209    | 2          |
| 3    | Arsène Wenger        | 1988-2017 | AS Monaco (17), Arsenal FC (184) | 201    | 0          |
| 4    | Pep Guardiola        | 2008-     | FC Barcelone (51), Bayern Munich (36), Manchester City (95)                                                                           | 182    | 3          |
| 5    | José Mourinho        | 2002-     | FC Porto (17), Chelsea FC (57), Inter Milan (21), Real Madrid (32), Manchester United (14) , Tottenham Hotspur (4), Fenerbahçe SK (6) | 151    | 2          |
| 6    | Mircea Lucescu       | 1997-2022 | Rapid Bucarest (2), Inter Milan (3), Galatasaray SK (32), Beşiktaş JK (6), Chakhtar Donetsk (88), Dynamo Kiev (17)                    | 148    | 0          |
| 7    | Diego Simeone        | 2013-     | Atlético de Madrid (112) | 112    | 0          |
| 8    | Rafael Benítez       | 2001-2015 | Valence CF (14), Liverpool FC (76), Inter Milan (6), Chelsea FC (1), SSC Naples (8), Real Madrid (6)                                  | 111    | 1          |
| 9    | Massimiliano Allegri | 2010-     | AC Milan (34), Juventus (68) | 102    | 0          |
| 9    | Jürgen Klopp         | 2011-2023 | Borussia Dortmund (35), Liverpool FC (67)                                                                                             | 102    | 1          |

* Les entraîneurs participants actuellement à la Ligue des champions 2025-2026 sont inscrits en caractères gras.
- Carlo Ancelotti (AC Milan et Real Madrid) est l'entraîneur le plus titré de l'histoire de la compétition avec 5 trophées.

- Zinédine Zidane (Real Madrid) est le premier et seul entraineur à remporter la Ligue des champions trois fois consécutivement (2015-2016, 2016-2017 et 2017-2018).

- Raymond Goethals (Olympique de Marseille), à l'âge de 71 ans et 230 jours, est le plus vieil entraîneur à avoir remporté la Ligue des champions.
Pep Guardiola (FC Barcelone), à l'âge de 38 ans et 129 jours, est quant à lui le plus jeune entraîneur à l'avoir remportée.

- Ils ne sont que sept à avoir remporté la Ligue des champions aussi bien comme joueur que comme entraîneur : Miguel Muñoz, Giovanni Trapattoni, Johan Cruyff, Carlo Ancelotti, Frank Rijkaard, Pep Guardiola et Zinédine Zidane.
Trois étaient les entraîneurs du Real Madrid (Muñoz en 1960 et 1966, Ancelotti en 2014, Zidane en 2016, 2017 et 2018) et trois autres du FC Barcelone (Cruyff en 1992, Rijkaard en 2006, Guardiola en 2009)[66].